# Xylergates picturatus
Xylergates picturatus là một loài bọ cánh cứng trong họ Cerambycidae.